# WisdomTree Investments
WisdomTree, Inc. es un patrocinador global de fondos cotizados en bolsa (ETF) y productos cotizados en bolsa (ETP), así como un gestor de activos con sede en Nueva York. WisdomTree lanzó sus primeros ETFs en junio de 2006 y se convirtió en uno de los principales proveedores de ETFs en Estados Unidos. WisdomTree patrocina diferentes ETFs que abarcan clases de activos y países de todo el mundo. Las categorías incluyen: Renta Variable de EE. UU. e Internacional, Moneda, Renta Fija y Alternativos.
WisdomTree gestiona aproximadamente 94.2 mil millones de dólares en activos bajo gestión a nivel mundial, a fecha de 16 de junio de 2023.
Las acciones comunes de WisdomTree están listadas en la Bolsa de Valores de Nueva York bajo el símbolo WT.

## Información de la empresa
En 2006, WisdomTree lanzó su primera familia de ETFs ponderados por dividendos. La estrategia de dividendos de WisdomTree está influenciada por la investigación del profesor Jeremy Siegel, que propone que las empresas que pagan dividendos pueden ofrecer un rendimiento a largo plazo superior con un riesgo menor. A partir de enero de 2023, WisdomTree ofrecía 79 ETFs diferentes en los EE. UU. y 269,349 productos en Europa, con más de 200 empleados en todo el mundo en EE. UU., Europa, América del Sur e Israel.

## Historia
WisdomTree, Inc. fue constituida por su director ejecutivo y fundador, Jonathan Steinberg, en Delaware como Financial Data Systems, Inc., el 19 de septiembre de 1985. La empresa estuvo inactiva hasta octubre de 1988, cuando adquirió los activos relacionados con lo que se convertiría en la revista Individual Investor, una revista mensual de finanzas personales.
En diciembre de 1991, completó una oferta pública inicial y comenzó a cotizar en el mercado de valores Nasdaq (NASDAQ). En 1993, el nombre de la empresa se cambió a Individual Investor Group, Inc. y durante la década de 1990 fue una empresa de medios financieros que publicaba varias revistas, incluidas Individual Investor y Ticker, boletines informativos, además de mantener varios sitios web en línea relacionados con las finanzas. 